# Astilbe longicarpa
Astilbe longicarpa (Hayata) Hayata är en stenbräckeväxt som ingår i släktet Astilbe och familjen stenbräckeväxter.
Inga underarter finns listade i Catalogue of Life.

## Beskrivning[4]
Perenn, 1 m hög, stundom mer. Stammen är upprätt och kal.
Blommorna sitter i sammansatta pyramidformade klasar, 30 cm långa, 12 cm breda vid basen. Den nedersta småklasen sitter på ett kort skaft, den överstas skaft är helt obetydligt.
Utmärkande drag är att alla blommor på ett rakt delskaft i klasen vänder sig åt samma håll.
Blomskaftet är kort. Skärmblad på långa skaft placerade i två grupper om tre, där fodret börjar. Dessa är spetsiga näbbformade i toppen.
I blomman 1 pistill, nästan 1,5 mm lång och med 2 tydliga märken. 10 ståndare, dubbelt så långa som pistillen.
Frukter ovoidiska med ett utskjutande groddanlag, 4 mm långa, inklusive groddanlaget.

## Habitat
Taiwan, Tappansha-distriktet, Mount Morrison.

## Etymologi
- Släkte Astilbe …
- Artepitetet longicarpa lång- …